# Masciago Primo
Masciago Primo (lombardul: Masciagh) település Olaszországban, Varese megyében. Lakosainak száma 303 fő (2023. január 1.). Masciago Primo Cunardo, Rancio Valcuvia, Bedero Valcuvia és Ferrera di Varese községekkel határos.

## Népesség
A település népességének változása:
| Lakosok száma | 300  | 303  | 303  |
|               | 2017 | 2018 | 2023 |